# Hämatotympanon
Als Hämatotympanon wird eine Blutansammlung in der Paukenhöhle bezeichnet. Dabei ist das Trommelfell intakt und erscheint bei otoskopischer Betrachtung durch das dahinter befindliche Blut bläulich. 
Ein Hämatotympanon kann zum Beispiel bei einer Fraktur des Felsenbeins auftreten. 